# Sabine Kopera
Sabine Kopera (* 21. Juli 1960 in Wien) ist eine österreichische Sängerin.

## Karriere
1982 nahm Kopera unter dem Pseudonym Biene zusammen mit dem Sänger Nikolaus Kalita, den sie bei Aufnahmen für eine Waschmittelwerbung kennengelernt hatte, als Nickerbocker & Biene den Song Hallo Klaus (i wü nur zruck) auf. Er entwickelte sich im Kielwasser der Neuen Deutschen Welle in Deutschland zu einem Top-Ten-Hit. Insgesamt hielt sich die Single über ein halbes Jahr in den Charts. Zwischenzeitlich ist der Song mehrmals gecovert worden, u. a. von ihnen selbst mit inhaltlich vertauschten Rollen unter dem Titel Hallo Maus (i wü nur zruck zu dir). 1988 spielte sie in der Kabarettserie D.O.R.F. mit.

## Diskografie
Singles
- 1982: Hallo Klaus (i wü nur zruck) (Nickerbocker & Biene)
- 1983: Hokuspokus (Nickerbocker & Biene)
- 1986: Als Teenager träumten (Mitschnitt der Revue mit Peter Kraus, Sabine Kopera, Schubidubas, Johannes Dietl, Gerhard Fuchs, Martin Schindelar u. a.)

Gastauftritte
- 1981: It’s Hard to Live with a Broken Heart auf dem Album Fritz von Fritz
- 1982: Bilgeri von Bilgeri (Hintergrundgesang)
- 1984: Single Uh-Uh-Uh mir bleibt die Luft weg von Deutsch-Österreichisches Feingefühl (Chor)
- 1985: Als Teenager träumten – Revue mit Peter Kraus und Sabine Kopera, Wiener Metropol (Buch: Fritz Schindlecker)
- 1987: Vorwärts in die Fifties – Revue mit Peter Kraus und Sabine Kopera, Wiener Sofiensäle (Buch: Fritz Schindlecker)

## Privates
Sabine Kopera hat zwei Söhne, der ältere ist der Regisseur, Produzent, Drehbuchautor, Schauspieler und Fotograf Jan Frankl.